# 橫河原站
橫河原站（日语：／ Yokogawara eki */?）是位於日本愛媛縣東溫市的鐵路車站，隸屬於伊予鐵道（伊予鐵），車站編號為IY24，是橫河原線的終點站，亦是伊予鐵最東邊的車站，東溫市的中心車站。
2010年，東溫市政府發表了「愛媛大學醫學部周邊地區再開發計劃」，打算將車站重建及重整站外的廣場，2014年9月終於落實有關計劃，2015年11月正式展開工程，並將原有已使用超過一世紀的車站站舍拆卸重建。新站房於2016年3月24日正式啟用。

## 車站結構

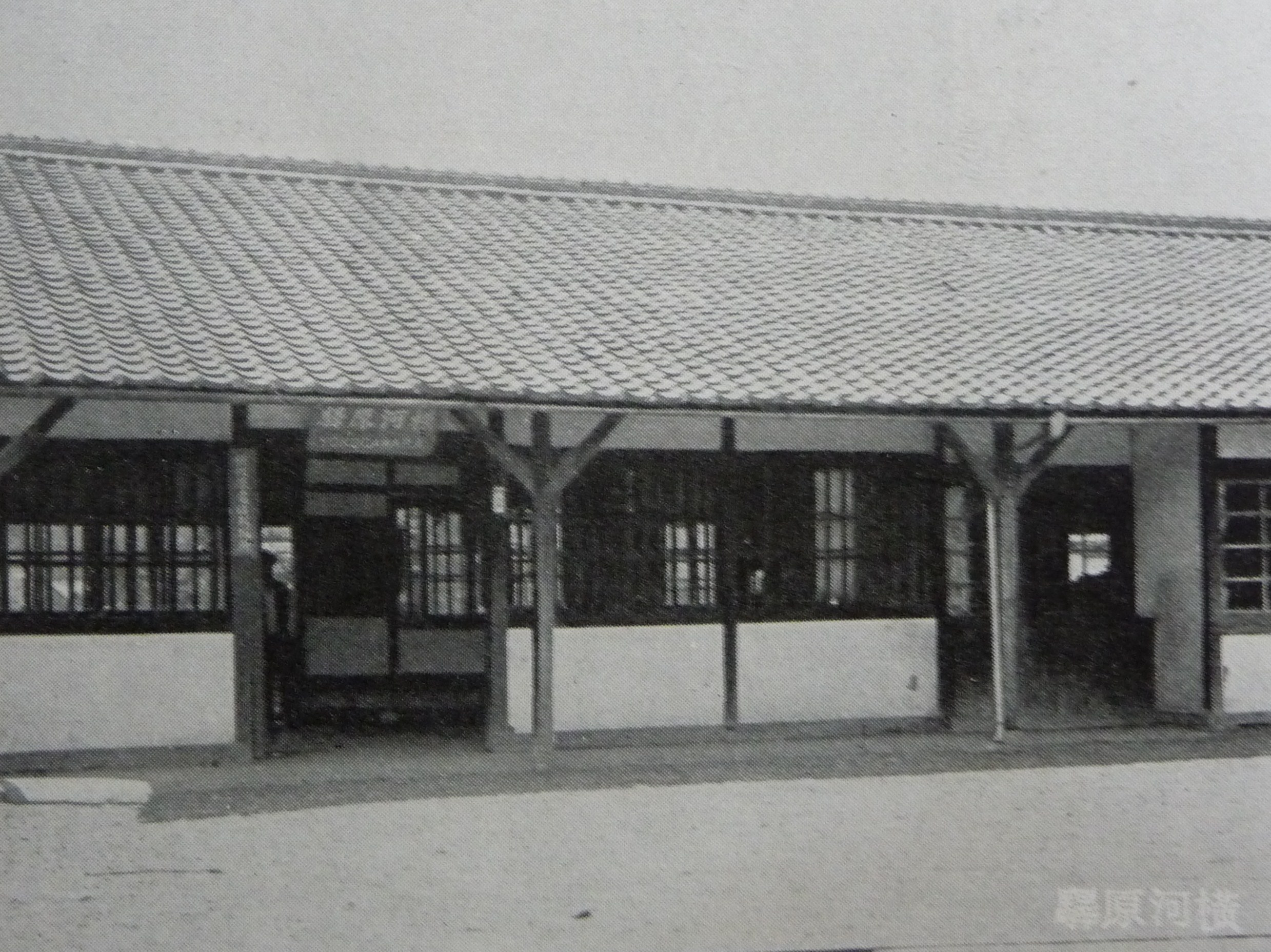
1930年代的橫河原站站舍。

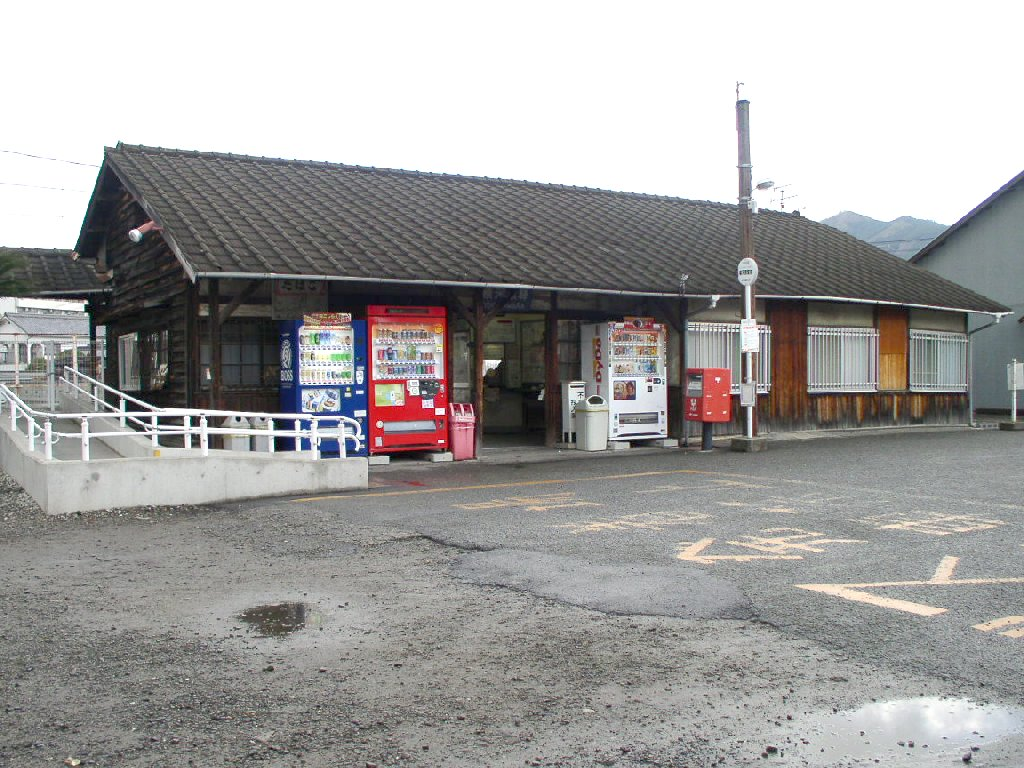
使用超過一世紀的第1代木建站房，已於2015年11月拆卸。（2009年）

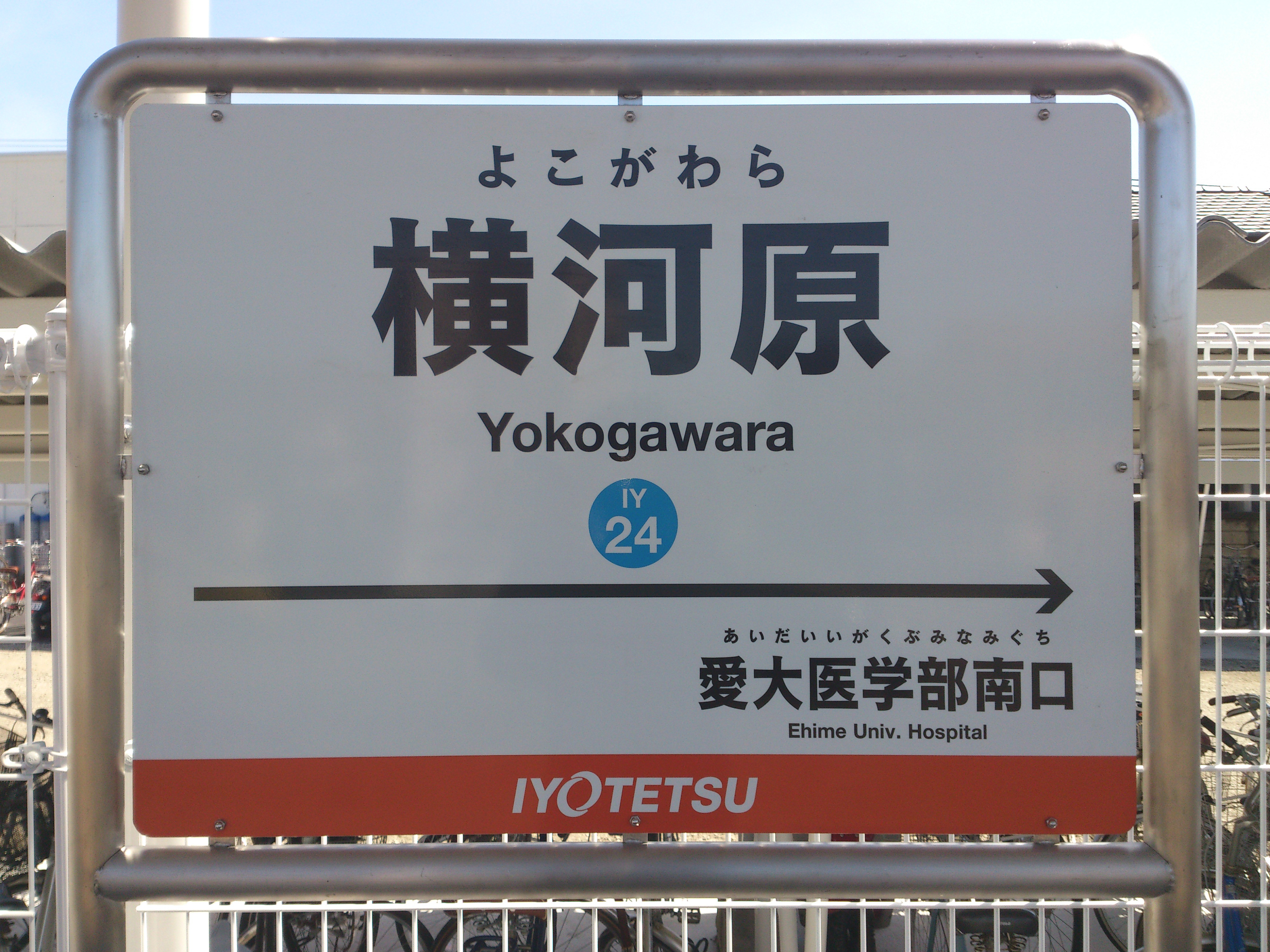
月台上豎立的最新設計站牌。（2016年）

### 站房
現時使用中的為第二代站房，於2016年3月啟用，是伊予鐵一系列把舊車站站房重建的計劃，整棟建築為單層水泥建成站房，並配以大面積的玻璃幕窗以增加採光感。
車站公共設施位於站房的右側，並設有兩個裝有自動門的出入口，站房中央為梯級上落，最右側為斜道出入。沿中央大門進入車站，左邊即為服務窗口，右邊設有1部自動售票機，沿引路線向左轉，為通往月台的開放式閘口通道，中央豎立了一組對應出、入閘的IC卡感應器；前方則為候車室、男、女專用洗手間。而由斜道入站的，同樣先會到達票務大堂，但方向與正門進入相反。
而站房左側為乘務員室，只能從月台方的門口出入。

#### 第一代站房

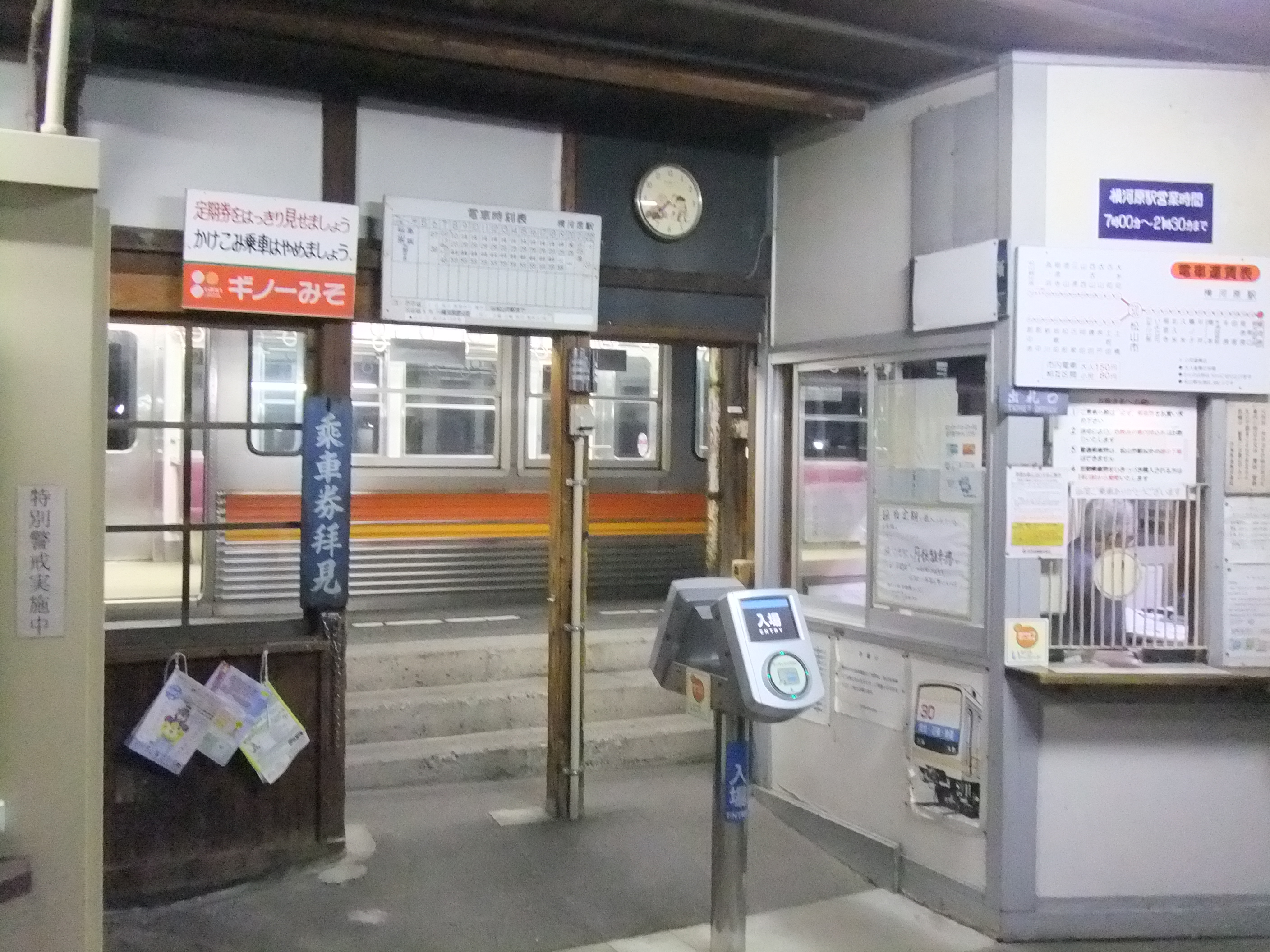
舊站房時的開放式閘口（2013年）。

為木建站房1座，自開業以來一直使用，結構與JR四國一般的鄉效郊型車站站房相近，正門設於站房中央，進入後，左邊為候車大堂，附有自動售票機；右側為售票櫃位及站務室。而開放式閘口設有IC咭對應器。

### 月台配置
設有側式月台1座，出入口設於中央位置，穿過閘口時須沿數級樓梯才能到達，有效長度為4輛。其中除向愛大醫學部南口站方向的1節車廂為露天外，其他部份皆設有上蓋。當2輛編成列車靠站時，會停靠於月台中央部份；3輛編成時，最盡頭的長度並不會使用，只有4輛編成時，才會使用月台的全部部份。
列車靠站時，下車為右側；上車為左側。
| 路線      | 方向 | 目的地                        |
| --------- | ---- | ----------------------------- |
| ■横河原線 | 上行 | 松山市、直通■高濱線往高濱方向 |

## 歷史
- 1899年10月4日：開業。
- 2007年8月：車站改善工程，加裝無障礙通道[6]。
- 2015年11月3日：使用了超過一世紀的站舍決定重建，並改以臨時站舍繼續運作[2][7]，而大部份月台亦會封閉，列車到達時，除了近盡頭的1扇門會使用外（將以人手開啟），其餘車門均不會打開，直至工程完結為止。
- 2016年3月24日：第二代站房正式啟用[3][8]。
- 2025年3月18日：伊予鐵內所有郊外鐵道線均可使用ICOCA及全國交通系IC卡[9][10][11]。

## 相鄰車站
伊予鐵道
■ 橫河原線
愛大醫學部南口（IY23）－橫河原（IY24）

## 外部連結
- 伊予鐵道橫河原站公式頁面。 （页面存档备份，存于）（日語）